# Teucrium manghuaense
Teucrium manghuaense là một loài thực vật có hoa trong họ Hoa môi. Loài này được Y.Z.Sun ex S.Chow miêu tả khoa học đầu tiên năm 1965.